# Europarlamentari dell'Austria della V legislatura
Gli europarlamentari dell'Austria della V legislatura, eletti in occasione delle elezioni europee del 1999, furono i seguenti.

## Composizione storica
| Europarlamentare          | Lista                                              | Gruppo    |
| ------------------------- | -------------------------------------------------- | --------- |
| Maria Berger              | Partito Socialdemocratico d'Austria                | PSE       |
| Herbert Bösch             | Partito Socialdemocratico d'Austria                | PSE       |
| Raina A. Mercedes Echerer | I Verdi                                            | Verdi/ALE |
| Harald Ettl               | Partito Socialdemocratico d'Austria                | PSE       |
| Marialiese Flemming       | Partito Popolare Austriaco                         | PPE-DE    |
| Gerhard Hager             | Partito della Libertà Austriaco                    | NI        |
| Wolfgang Ilgenfritz       | Partito della Libertà Austriaco                    | NI        |
| Othmar Karas              | Partito Popolare Austriaco                         | PPE-DE    |
| Hans Kronberger           | Partito della Libertà Austriaco                    | NI        |
| Hans-Peter Martin         | Partito Socialdemocratico d'Austria (Indipendente) | PSE       |
| Hubert Pirker             | Partito Popolare Austriaco                         | PPE-DE    |
| Christa Prets             | Partito Socialdemocratico d'Austria                | PSE       |
| Reinhard Rack             | Partito Popolare Austriaco                         | PPE-DE    |
| Daniela Raschhofer        | Partito della Libertà Austriaco                    | NI        |
| Paul Rübig                | Partito Popolare Austriaco                         | PPE-DE    |
| Karin Scheele             | Partito Socialdemocratico d'Austria                | PSE       |
| Agnes Schierhuber         | Partito Popolare Austriaco                         | PPE-DE    |
| Peter Sichrovsky          | Partito della Libertà Austriaco                    | NI        |
| Ursula Stenzel            | Partito Popolare Austriaco                         | PPE-DE    |
| Hannes Swoboda            | Partito Socialdemocratico d'Austria                | PSE       |
| Johannes Voggenhuber      | I Verdi                                            | Verdi/ALE |